# 割线法
在数值分析中，割线法是一个求根算法，该方法用一系列割线的根来近似代替函数f的根。

## 方法
割线法由以下的递推关系定义：
{\displaystyle x_{n+1}=x_{n}-{\frac {x_{n}-x_{n-1}}{f(x_{n})-f(x_{n-1})}}f(x_{n}).}

割线法的最初两个迭代。红色曲线表示函数f，蓝色曲线表示割线。

从上式中可以看出，割线法需要两个初始值x0和x1，它们离函数的根越近越好。

## 方法的推导
给定xn−1和xn，我们作通过点(xn−1, f(xn−1))和(xn, f(xn))的直线，如右图所示。注意这条直线是函数f的割线，或弦。这条割线的点斜式直线方程为：
{\displaystyle y-f(x_{n})={\frac {f(x_{n})-f(x_{n-1})}{x_{n}-x_{n-1}}}(x-x_{n}).}
我们现在选择xn+1为这条割线的根，因此xn+1满足以下的方程：
{\displaystyle f(x_{n})+{\frac {f(x_{n})-f(x_{n-1})}{x_{n}-x_{n-1}}}(x-x_{n})=0.}
解这个方程，便可以得出割线法的递推关系。

## 收敛
如果初始值x0和x1离根足够近，则割线法的第n次迭代x收敛于f的一个根。收敛速率为α，其中：
{\displaystyle \alpha ={\frac {1+{\sqrt {5}}}{2}}\approx 1.618}
是黄金比。特别地，收敛速率是超线性的。
这个结果只在某些条件下才成立，例如f是连续的二阶可导函数，且函数的根不是重根。
如果初始值离根太远，则不能保证割线法收敛。